# Trashing
El trashing o dumpster diving es una técnica que permite obtener y recopilar información privada. .
Es empleada principalmente por crackers (también conocidos como hackers de sombrero negro)

y periodistas,
aunque también para investigación privada.
La información obtenida puede variar desde nombres de usuario y claves, información personal y otras formas de información sensible.
Se lleva a cabo revisando y recuperando documentos y archivos ubicados en la basura de la persona u organización a investigar. Es un delito informático poco conocido que se fundamenta principalmente en la obtención de ficheros eliminados por el usuario, quien cree haberse deshecho de éstos.

## Tipos de Trashing
En función de la fuente de obtención de información existen tres tipos de Trashing:
1. Trashing: Se obtiene información personal a través de la papelera de reciclaje del equipo.
2. Trashing lógico: Obtención a través del historial de navegación o a través de la información almacenada en las cookies del navegador. Existe la posibilidad de obtener esta información del almacenamiento de dispositivos hardware.
3. ‘Dumpster diving’ o Trashing físico: El método tradicional por el cual la obtención de información se realiza mediante documentos de papel desechados en las papeleras.

## Riesgos
Un descuido tan simple como trasladar a la papelera del ordenador documentos importantes o dejar un papel con una contraseña puede acarrear grandes consecuencias. Especialmente en el mundo empresarial, este tipo de descuidos pueden acabar suponiendo una grave pérdida de la empresa, que comprometen su seguridad. 

## Recomendaciones
Creación de protocolos de eliminación de datos y concienciación del conjunto de trabajadores. 

## Información médica
De acuerdo a la legislación de Estados Unidos, cualquier documento con información médica debe ser quemado, triturado, o reciclado por un agente oficial. Sin embargo, la agrupación antiabortista Operation Rescue había obtenido información mediante un anónimo que realizó trashing en clínicas que practican aborto. Con esa información, presentó una querella contra el Dr. Nareshkumar Patel, por recetar medicación antiaborto a mujeres no embarazadas.
Esto llevó a que en 2015 la ONG de periodismo ProPublica, investigue y denuncie que varias clínicas de Estados Unidos estaban violando la privacidad de sus pacientes al descartar registros médicos de forma insegura.